# Речение Ипусера
«Речение Ипусера», «Речение Ипуера» или «Жалобы Ипувера» (он же «Папирус Ипувера», устар. Ипусер) — древнеегипетское литературное произведение в жанре плача, сохранившееся на папирусе № 339 в Лейденском музее, Нидерланды.

### Датировка
Папирус датируется по палеографическим признакам временем Среднего царства. Существуют разные взгляды на время создания и историчность «Речения Ипувера». Некоторые исследователи видят рассказ о гибели Древнего царства и датируют произведение правлением последнего фараона VIII династии Нефериркара II. По другой точке зрения, описываемые события происходили в эпоху Первого Переходного периода (VII—X династии), либо Второго Переходного периода, незадолго до гиксосского завоевания или после гиксосского завоевания (середина XVII в. до н.э.), когда под давлением иноземцев погибали культурные, административные и религиозные устои Среднего царства. Письмо и орфография относятся к середине Нового Царства (ок. 1300 год до н. э.), хотя язык текста указывает на более ранний период: 2000—1700 годы до н. э. Очевидно, писец, живший около 1300 года до н. э., скопировал древний текст. Во всяком случае, литературное произведение появилось в период с XVIII по XIII века до н.э..

### Переводы
Факсимиле папируса с текстом издано в XIX веке, а перевод и транскрипция вышли в 1903 году. Первый полный перевод и анализ текста выпустил в 1909 году английский египтолог Алан Гардинер. Позже издавались многочисленные варианты перевода другими иностранными специалистами.
На русский язык «Речения Ипувера» переводили М. Э. Матье, В. В. Струве, И. С. Кацнельсон и Ф. Л. Мендельсон, М. А. Коростовцев.

## Сюжет
В повреждённой части введения, скорее всего, упоминается мудрец Ипувер, явившийся сообщить о надвигающихся бедах. Он предсказывает восстания масс людей, голод, бедствия и вторжение иноземцев в Египет: 
Воистину: люди стали подобны птицам, ищущим падаль… Смотрите: было приступлено к лишению страны царской власти немногими людьми, не знающими закона… Палатки — это то, что они сооружают подобно жителям пустыни… Плачет северная страна. Закром царя стал достоянием каждого… Оно [несчастье] не наступило бы, если бы были боги среди них [людей]...
Бедствия можно свести к следующему: нарушение сложившейся общественной иерархии; обнищание богатых и обогащение бедных; общий беспорядок, который проистекает от пренебрежения законом и проявляется в разбое, грабежах и убийствах; сокращение численности населения; разрушение хозяйства и связанный с этим голод; засилье чужеземцев; забвение религиозных ритуалов (в первую очередь, связанных с культом мёртвых).
Ипувер призывает помнить достояния предков, возносить молитвы богам и упрекает фараона, допустившего смуту в стране. В заключительной части предсказывается восстановление прежнего порядка и будущее благоденствие Египта.

## Анализ произведения
Написано в согласной с «Пророчеством Неферти» и «Размышлениями Хахаперрасенеба» традиции. Однако текст выглядит громоздким с повторениями одних и тех же жалоб.
Стихотворные части построены по обычному для египетской литературы приёму, и каждый стих начинается одним и тем же словом — рефреном. Первая часть выделяется словом «Воистину»; вторая — «Смотрите», третья — «Разрушено», «Уничтожайте врагов благородной столицы», «Помните» (призыв к восстановлению религиозных ритуалов); заключение — «Хорошо» (описывает будущее благополучие). Четвёртая часть содержит рассуждения о божестве и печаль о бездействии богов и фараона.
Бедствия описываются через противопоставление и драматический контраст между порядком Маат и хаосом Исфет.
Начиная с Иммануила Великовского, исследователи обращают внимание на параллели между описанием бедствий в «Речениях Ипувера» и библейской книгой Исход, рассказывающей о десяти египетских казнях. Некоторые учёные прослеживают параллели также с книгой Екклесиаста.